# Einhornia pallasae
Einhornia pallasae is een mosdiertjessoort uit de familie van de Electridae. De wetenschappelijke naam van de soort is voor het eerst geldig gepubliceerd in 2011 door Gontar.